# 阿德瑞娜·魯阿諾
阿德瑞娜·魯阿諾（西班牙語：Adriana Ruano，1995年6月26日—）是一名瓜地馬拉女子射擊運動員，主攻不定向飛靶項目，曾獲得2018年美洲射擊錦標賽女子不定向飛靶亞軍。2024年获得巴黎奥运会女子多向飞碟金牌，这也是该国奥运史上首枚金牌。

## 外部連結
- ISSF （页面存档备份，存于）